# アン・モ・キオ駅
アン・モ・キオ駅（アン・モ・キオえき、英語:Ang Mo Kio MRT Station）は、シンガポールの中部にある、MRT南北線の高架駅。シンガポールにMRTが初めて開通した際に作られた駅。
シンガポール動物園へのバス路線がある。

## 駅構造
島式2面3線のホームを持つ駅。

## 歴史
- 1987年11月7日 開業
- 2011年12月2日 ホームドアが運用開始

## 駅周辺
- AMK Hub
  - オンデーズ
  - モスバーガー